# Криловски рејон
Криловски рејон (рус. Крыловский район) административно-територијална је јединица другог нивоа и општински рејон смештен на крајњем северу Краснодарске покрајине, односно на југозападу европског дела Руске Федерације.
Административни центар рејона је станица Криловскаја.
Према подацима националне статистичке службе Русије за 2017. на територији рејона живело је 35.933 становника или у просеку око 27,4 ст/км². По броју становника налази се на последњем, 37. месту међу административним јединицама Покрајине. Површина рејона је 1.363,3 км².

## Географија
Криловски рејон се налази у северном делу Краснодарске покрајине, обухвата територију површине 1.363,3 км², што чини свега око 2% покрајинске територије, и по том параметру налази се на 30. месту међу административним јединицама у Покрајини. Његова територија на северу је ограничена Кушчјовским рејоном, на западу је Лењинградски, а на југу Павловски рејон. На истоку се у уском појасу граничи са Новопокровским рејоном те са рејонима Ростовске области.
Рејонска територија је доста компактна, од севера ка југу протеже се у дужини од 43 км, док је ширина у правцу исток-запад 54 км. Рејон се налази на подручју ниске и доста једноличне Кубањско-приазовске низије и испресецан је бројним водотоцима. Најважнији водотоци су реке Јеја (са притокама Весолајом и Плоскајом) на југу, Кугојеја са Гезовом на северу и Кавалерка (са притоком Грузкајом) која протиче централним делом рејона и дели га на два дела.
Рејонска територија се налази у зони нешто оштрије степско-континенталне климе коју карактеришу апсолутни максимуми и до +41 °C, односно минимуми до -34 °C. Годишњи просек падавина је око 532 мм.

## Историја
Криловски рејон је образован 31. децембра 1934. године као једна од административних јединица тадашњег Азовско-црноморског краја. Првобитно га је чинило 10 сеоских општина, а седиште рејона било је у селу Јекатериновскаја. У септембру 1937. улази у састав Краснодарског краја. Привремено је био расформиран од фебруара 1963. до априла 1978. када је поново успостављен.

## Демографија и административна подела
Према подацима са пописа становништва из 2010. на територији рејона живело је укупно 35.930 становника, док је према процени из 2017. ту живело 35.933 становника, или у просеку око 27,4 ст/км². По броју становника Криловски рејон се налази на 37. месту у Покрајини.
| 1959. | 1970.  | 1979.  | 1989.  | 2002.  | 2010.  | 2017.   |
| ----- | ------ | ------ | ------ | ------ | ------ | ------- |
| —     | 39.806 | 32.024 | 33.098 | 37.657 | 35.930 | 35.933* |

Напомена:* Према процени националне статистичке службе. 
На територији рејона налазе се укупно 30 насељених места административно подељених на 6 другостепених руралних општина. Административни центар рејона и његово највеће насеље је станица Криловскаја у којој је живело око 14.000 становника.